# 維維利 (新塞哥維亞省)
維維利（西班牙語：Wiwilí），是尼加拉瓜的城鎮，位於該國西北部，由新塞哥維亞省負責管轄，始建於1970年3月5日，面積398平方公里，海拔高度304米，2005年人口16,344，人口密度每平方公里41.07人。